# 贾征宇
贾征宇（1993年3月5日—），汉族，中国演员、歌手。2015年2月6日获得广东卫视《中国好男儿》全国总决赛冠军而备受媒体和观众关注，他的眼睛会说话，是个让评委害羞的男孩。

## 主要经历
1993年出生于吉林四平市。2009年，初中毕业的他就辍学担起家庭重任，背井离乡到北京北漂，在饭店洗过盘子，给商场发过传单，还烤过羊肉串；直至2012年南下广州、深圳的酒吧驻唱、担任平面模特。
2013年，参加湖南卫视《快乐男声》晋级广州赛区50强，在50进10时遗憾出局。2014年，翻唱韩国天团bigbang的《blue》并拍摄MV上传到网络。2015年，参加广东卫视选秀节目《中国好男儿》，一路过关斩将，最终在2015年2月6日获得全国总决赛冠军而备受观众和评委喜爱。

## 音乐作品
- 2015年 参演郭敬明执导的音乐剧《小时代》
- 2018年 《我的惡魔少爺》的插曲-《小約定》
- 2019年 单曲《宝格丽》

## 影視作品

### 电视剧/網絡劇
| 首播年份 | 剧名           | 角色   | 備註               |
| 2015     | 最佳情侣       | 蔡丁   | 網絡劇             |
| 2015     | 传奇酒馆       | 吴晴   | 網絡劇             |
| 2016     | 九州·天空城    | 向從靈 |                    |
| 2016     | 誅仙‧青雲志    | 周隱   |                    |
| 2016     | 逆天俠盜團     | 葉天   | 網絡劇             |
| 2018     | 浪漫星星       | 许墨尘 |                    |
| 2018     | 我的恶魔少爷   | 韩七录 | 網絡劇             |
| 2019     | 白狐的人生     | 周景   | 網絡劇             |
| 2019     | 淑女飘飘拳     | 白海洋 | 網絡劇             |
| 待播     | 元气少女罗曼史 | 迟恒   | 網絡劇，2020年拍攝 |

### 电影
- 2015年 《泡妞秘籍》 饰  郑浩宇
- 2017年 《中華料理師》饰  谭一凡
- 2017年 《灵契》饰 端木熙
- 2017年 《逆天侠盗团2千面贼王》饰  葉天
- 2019年 《一路愛情》饰  顾小惜
- 2020年 《巩仙》(網絡電影)
- 2021年 《镜花缘之决战女儿国》(網絡電影)
- 2022年 《浴火牡丹》(網絡電影)饰 渡衡/辟邪神君
- 2024年 《民间憋宝传说》(網絡電影)饰 孔昭苏
- 2024年 《青丘缘起》(網絡電影)饰 蒲松龄